# Alepidocline
Alepidocline je manji biljni rod iz porodice glavočika, dio podtribusa Galinsoginae. Postoji šest vrsta zeljastog bilja, pet iz Srednje Amerike (Meksiko i Gvatemala) i jedna iz Venezuele (A. macrocephala)
Rod je opisan 1934.

## Vrste
1. Alepidocline annua S.F.Blake
2. Alepidocline breedlovei (B.L.Turner) B.L.Turner
3. Alepidocline macdonaldiana B.L.Turner
4. Alepidocline macrocephala (H.Rob.) B.L.Turner
5. Alepidocline pochutlana B.L.Turner
6. Alepidocline trifida (J.J.Fay) B.L.Turner